# Antoni Pietrzyk
Ks. inf. Antoni Pietrzyk (ur. 15 lutego 1934 r. w Jędrzejowie, zm. 11 czerwca 1989 r. w Krakowie) – suspendowany kapłan rzymskokatolicki, polski duchowny starokatolicki, administrator diecezji wrocławskiej w roku 1978 i administrator w randze wikariusza generalnego diecezji krakowsko-częstochowskiej w latach 1979–86.

## Kapłan rzymskokatolicki
Antoni Pietrzyk urodził się jako rzymski katolik. W 1951 wstąpił do zakonu cystersów i odbył roczny nowicjat w Jędrzejowie, następnie studiował w Wyższym Seminarium Duchownym we Wrocławiu. Śluby wieczyste złożył 20 sierpnia 1956 roku, a święcenia kapłańskie przyjął 10 marca 1957 roku. Następnie pracował na placówkach duszpasterskich w Gdańsku, Jędrzejowie i Szczyrzycu. Po porzuceniu zakonu w 1964 roku pracował jako duchowny w niezależnej parafii rzymskokatolickiej w Kamionce Wielkiej. 25 czerwca 1967 roku powołany został na stanowisko proboszcza w Niezależnej Samodzielnej Parafii Rzymskokatolickiej w Wierzbicy. W okresie od porzucenia zakonu zajmował się duszpasterzowaniem w parafiach skonfliktowanych z Episkopatem Polski, a 10 kwietnia 1968 roku na mocy dekretu Prymasa Polski Stefana Wyszyńskiego został obłożony klątwą za nieposłuszeństwo wobec Kościoła rzymskokatolickiego.

## Kapłan polskokatolicki
W 1969 roku został przyjęty w poczet duchownych Kościoła Polskokatolickiego i objął posadę proboszcza parafii polskokatolickiej w Andrychowie. W 1972 roku obronił pracę magisterską w Chrześcijańskiej Akademii Teologicznej w Warszawie. W końcu lat 70. XX wieku sprawował prominentne stanowiska w Kościele Polskokatolickim i wszedł w skład jego najwyższych władz. 10 lipca 1979 roku przyjął nominację na infułata z rąk biskupa Tadeusza Ryszarda Majewskiego. Zmarł 11 czerwca 1989.